# Coco (Musik)
Coco, auch Côco oder Samba de Coco genannt, bezeichnet sowohl einen Rhythmus der brasilianischen Musik, als auch einen Tanz und gehört zur música nordestina, der Regionalmusik des Nordostens. Coco ist mit dem Baião verwandt und wurde erstmals in der zweiten Hälfte des 18. Jahrhunderts erwähnt. Unterschieden werden verschiedene Varianten des Coco: Coco de sertão (im Sertão, dem Hinterland), Coco de praia (an der Küste), Coco de roda (Straßentanz) und andere.
„Coco“ ist portugiesisch für Kokosnuss und wird auch umgangssprachlich für Kopf benutzt.

## Herkunft
Die genaue Herkunft des Coco ist unklar.
Eine geläufige Theorie ist, dass Coco durch Sklaven aus Angola entstand, die afrikanische Rhythmen mit der lokalen indigenen Musik mischten. Coco-Lieder wurden als Arbeitslieder von Sklaven gesungen, die bei Bau- und Feldarbeiten den Boden mit Holzschuhen fest treten mussten, woraus der Coco-typische Tanz entstand.
Eine andere Vermutung ist, dass Coco auf Kokosnussplantagen entstand und dass der Name Coco daher kommt, dass die Sklaven Kokosnüsse für ihre Herren aufbrechen mussten, wobei der Rhythmus entstanden ist.
Ob sich der Name Coco von den Kokosnussplantagen ableitet oder von der Tatsache, dass die gesungenen Texte aus dem Kopf kommen, also improvisiert werden, ist ebenfalls umstritten.

## Tanz
Coco kann paarweise oder im Kreis getanzt werden. Die Bewegungen zeigen einen starken afrikanischen Einfluss. Typisches Merkmal ist das rhythmische „Aufstampfen“, was im traditionellen Coco durch das Tragen von Holzsandalen verstärkt wird. Die rhythmische Fußtechnik trägt als perkussiver Effekt zur Musik bei.
Coco kennt viele unterschiedliche Stile und lebt von Improvisation und Expressivität, feste Tanzschritte gibt es keine. Oft werden Elemente aus anderen brasilianischen Tänzen oder Capoeira beim Coco eingebaut.
Ähnlich wie bei Hip-Hop Jams, können beim Coco Tanzkreise entstehen. Während die Menge im Kreis rhythmisch zur Musik stampft und klatscht können einzelne Tänzer oder Gruppen ihre Fähigkeiten beweisen, sich gegenseitig auf- und herausfordern. Wie auch in anderen afro-brasilianischen Tänzen üblich, werden hierbei sogenannte umbigadas (aus dem portugiesischen Umbigo „Nabel“) als Tanzeinladung eingesetzt, bei denen ein Tänzer einen anderen auffordert, indem er seinen Bauch(nabel) einem anderen Tänzer entgegenstreckt und somit diesen in den Kreis zum Tanzen einlädt. Die Bäuche der Tänzer können sich dabei berühren.

## Musik
Typische Begleitinstrumente sind Pífano, Pandeiro, Triangel, Zabumba oder Surdo, Ganzá, gelegentlich auch Akkordeon (Sanfona). Daneben spielt Bodypercussion eine große Rolle, im Coco sind Tanz und Musik nur schwer voneinander zu trennen. Die Texte sind einfach und werden oft improvisiert. Im traditionellen Coco wird häufig das call-and-response-Prinzip angewendet.
Zunächst nur typisch für den Nordosten Brasiliens, wurde Coco durch Jackson do Pandeiro, der 1953 das Coco-Lied Sebastiana aufnahm, einem breiteren Publikum bekannt.
Danach haben verschiedene Künstler Coco-Elemente in ihre Musik aufgenommen, darunter Gal Costa, Gilberto Gil und Alceu Valença.
Heutzutage sind Gruppen wie Samba de Coco Raízes de Arcoverde, Samba de Coco Irmãs Lopes, Samba de Coco Trupé de Arcoverde mit traditionellem Coco kommerziell erfolgreich. Renata Rosa ist mit moderndem Coco auch international erfolgreich.